# Elecciones presidenciales de Irlanda de 1959
Las cuartas elecciones presidenciales de Irlanda se llevaron a cabo el 17 de junio de 1959 y fueron las segundas elecciones presidenciales directas. Presionado por sus compañeros del partido Fianna Fáil, que él mismo había fundado, Éamon de Valera renunció como Taoiseach (Primer ministro) de Irlanda y se presentó para la presidencia, ya que Seán T. O'Kelly estaba constitucionalmente impedido para presentarse a un tercer mandato. El opositor Fine Gael presentó a Seán Mac Eoin, que ya había sido derrotado en 1945, como candidato. De Valera obtuvo una victoria en primera vuelta con el 56.3% de los votos.

## Resultados
| Candidatos | Candidatos      | Partidos    | Votos   | %     |
| ---------- | --------------- | ----------- | ------- | ----- |
|            | Éamon de Valera | Fianna Fáil | 538,003 | 56,3% |
|            | Seán Mac Eoin   | Fine Gael   | 417,536 | 43,7% |
| Fuente:    |                 |             |         |       |